# Вищі гриби
Вищі́ гри́би (Dikarya) — підцарство грибів, що включає відділи аскомікотові гриби і базидієві, представники яких формують дикаріони і можуть бути як філаментарними, так і одноклітинними, але є завжди без джгутикових стадій у життєвому циклі. Вищі гриби включають більшість організмів, віднесених до цієї групи першими дослідниками, але також включають багато анаморфних видів, раніше класифікованих як «цвілеві гриби». Філогенетично ці два відділи, звичайно, групують разом, оскільки раніше їх включали до спільного відділу і розглядали як класи (за системою Тахтаджяна).